# アクアジェット (ゲーム)
『アクアジェット』（AQUAJET）は、ナムコ(現・バンダイナムコアミューズメント)より1996年に発売されたアーケード用マリンスポーツゲーム。